# Clive Woodward
Sir Clive Ronald Woodward (Ely, 6 gennaio 1956) è un ex rugbista a 15, allenatore di rugby a 15, dirigente sportivo e commentatore sportivo britannico, già commissario tecnico della Nazionale inglese vincitrice della Coppa del Mondo di rugby 2003 e successivamente delegato del comitato olimpico britannico presso il CIO dopo esserne stato responsabile per gli sport d'élite fino alle Olimpiadi del 2012.
Da giocatore vanta altresì 21 presenze per l'Inghilterra e 2 test match per i British Lions.

## Biografia
Figlio di un pilota della RAF che disapprovava il suo proposito di diventare calciatore professionista, Clive Woodward fu inviato da suo padre al collegio navale militare HMS Conway.
Lì iniziò a giocare a rugby e, dopo la scuola, si iscrisse all'Università di Durham per laurearsi in giurisprudenza.
Non finì mai gli studi perché trovò lavoro in banca e si trasferì a Londra.

### Attività di giocatore
Il primo club dove Woodward militò furono gli Harlequins, in cui entrò nel 1979: alternò l'impegno con tale club alla frequenza a Loughborough, dove conseguì un diploma universitario in scienze dello sport, cui fece seguito una laurea in pedagogia.
Dal 1979 al 1985 fu al Leicester, durante la cui militanza esordì in Nazionale inglese (19 gennaio 1980 a Twickenham nell'incontro di apertura di quell'edizione del Cinque Nazioni contro l'Irlanda, torneo conclusosi con il Grande Slam inglese).
A Leicester disputò 148 incontri marcando 43 mete.
La militanza in Nazionale di Woodward durò dal 1980 al 1984 e 21 incontri, cui si aggiunsero anche i tour dei British Lions del 1980 in Sudafrica e del 1983 in Nuova Zelanda.
Nel frattempo impiegatosi alla Xerox, fu assegnato nel 1985 alla filiale australiana della compagnia, e lì trovò un ingaggio presso il Manly, club rugbistico di Sydney, presso cui rimase cinque stagioni.
In Australia Woodward iniziò a studiare il rugby che ivi si praticava, e le sue tecniche di allenamento; giunse così alla conclusione che il rugby britannico, con la dovuta preparazione, poteva competere al livello delle nazionali dell'Emisfero sud.

### Attività di allenatore
Nel 1990, terminata l'attività agonistica, Woodward tornò in patria per avviare un'attività finanziaria in proprio, e prese anche la direzione tecnica di un — all'epoca — sconosciuto Henley Hawks, club dei dintorni di Reading da poco promosso in Lega.
Dopo quattro stagioni fu chiamato a guidare i London Irish, con risultati tutto sommato soddisfacenti (promozione in Premiership nel 1996); tuttavia, le politiche economiche del club indussero Woodward a lasciare l'incarico nel 1997.
Andy Robinson lo chiamò, quindi, come suo secondo al Bath, ma l'incarico non durò molto, perché pochi mesi più tardi, quando Jack Rowell si dimise, la Rugby Football Union lo contattò per offrirgli il posto di commissario tecnico della Nazionale maggiore inglese (dopo che, nello stesso periodo al servizio degli Irish, aveva ricoperto analogo incarico nella selezione nazionale Under-21).
L'incarico giunse proprio nel mezzo della più grande trasformazione del rugby a 15 britannico dal dilettantismo al professionismo: Woodward dovette affrontare nel 1998 il cosiddetto tour infernale che portò, tra l'altro, l'Inghilterra alla più umiliante sconfitta della sua storia, lo 0-76 incassato dall'Australia a Brisbane, e si trovò in mezzo a un'accesa controversia tra i club e la Federazione per l'impiego dei giocatori neo-professionisti: i primi, infatti, chiedevano un compenso per la cessione dei loro uomini alla Nazionale, e per lungo tempo Woodward si ritrovò impossibilitato a schierare la formazione-tipo per via dell'indisponibilità dei giocatori di maggior pesoo.
Tuttavia, dopo una Coppa del Mondo (1999) in cui la squadra uscì ai quarti di finale per mano del Sudafrica, Woodward riuscì a ricostruire la Nazionale scegliendo elementi giovani e seguendone fase per fase lo sviluppo, secondo le metodologie di lavoro apprese in Australia.
Il lavoro iniziò a dare i primi frutti quando l'Inghilterra di Woodward vinse il Sei Nazioni 2000 e quello del 2001, e realizzò addirittura il Grande Slam in quello del 2003.
Inoltre, tra il 2001 e il 2003 batté sia in casa che fuori le potenze del Tri Nations Australia, Nuova Zelanda e Sudafrica oltre a una combattiva Argentina a Buenos Aires; ma il coronamento dello sforzo fatto da Woodward arrivò in Australia alla fine del 2003, in occasione della V Coppa del Mondo: la squadra arrivò in finale imbattuta dopo avere eliminato nei quarti il Galles e in semifinale la Francia, e andò a Sydney a contendere il trofeo ai campioni uscenti, e padroni di casa della manifestazione, australiani.
L'incontro, tecnicamente valido e agonisticamente teso, finì in parità all'80' e stava per finire con analogo esito anche dopo i tempi supplementari, quando l'inglese Jonny Wilkinson a una manciata di secondi dalla fine azzeccò un drop tra i pali che diede all'Inghilterra la vittoria e la Coppa del Mondo.
L'impresa valse a Clive Woodward l'onorificenza del cavalierato e il titolo di “Sir” nel 2004.
Il tour dell'anno post-mondiale non fu altrettanto proficuo come quelli precedenti: la squadra, funestata da infortuni a ripetizione, perse tre partite tra Nuova Zelanda e Australia, segnando in totale una sola meta.
Al ritorno in Inghilterra, di nuovo alle prese con le richieste dei club e il mancato appoggio della federazione, che non ascoltò le sue richieste di più tempo a disposizione per poter lavorare sui suoi convocati, Woodward annunciò il proposito di dimettersi, cosa che formalizzò in settembre.
Al momento di lasciare l'incarico, disse di avere «[…] chiesto di più e mi hanno dato di meno».
Woodward fu anche il C.T. dei British Lions nel loro tour del 2005 in Nuova Zelanda, che tuttavia si concluse in maniera fallimentare, con tre sconfitte su tre nei test match contro gli All Blacks.
Le critiche che ricevette nell'occasione riguardarono soprattutto l'essersi affidato ai giocatori inglesi, che peraltro lui conosceva assai bene, e di non aver speso abbastanza tempo per amalgamare la squadra.

### Attività di dirigente sportivo
Dopo le dimissioni da C.T. della Nazionale, parve prossimo un impiego di Woodward nel calcio, vista l'amicizia con Rupert Lowe, presidente del Southampton.
Tuttavia, lo stesso Woodward spiegò di avere intenzione di prendere innanzitutto il patentino di 2º grado della Football Association prima di allenare una qualsiasi squadra: «Il calcio m'interessa, e vorrei vincere qualcosa, ma per adesso potrei anche allenare la squadra giovanissimi del Maidenhead. Bisogna partire dal basso, e ciò è quello che intendo fare».
Ad ogni modo, Lowe offrì a Woodward un incarico come direttore sportivo nel Southampton.
Nacquero voci sull'incompatibilità con l'allora tecnico Harry Redknapp, anche se i due si affrettarono a spiegare, in una conferenza stampa congiunta, che tra di essi non era mai sorto alcun problema: Redknapp spiegò che Woodward, che si occupava dei ragazzi, non aveva mai interferito con il suo lavoro di tecnico della prima squadra, aggiungendo che Woodward lo conosceva troppo bene ed era troppo intelligente per ignorare che non avrebbe mai accettato ingerenze; tuttavia le voci continuarono a correre, specie dopo le dimissioni nel novembre 2005, dopo solo due mesi dall'ingaggio, di un esperto di scienze dello sport consigliato proprio da Woodward.
Quando Redknapp lasciò il club nel dicembre successivo, si pensò a Woodward quale suo possibile sostituto, ma la dirigenza preferì puntare su George Burnley, affidando a Woodward l'incarico di supervisore.
Il 31 agosto 2006, comunque, Woodward si dimise e, una settimana più tardi, il 6 settembre, il comitato olimpico britannico annunciò di averlo ingaggiato con l'incarico di responsabile dello sport d'élite, una posizione che prevede la supervisione nazionale su tutta l'attività sportiva d'interesse olimpico del Regno Unito, allo scopo di selezionare gli elementi migliori per presentare una squadra che ai Giochi Olimpici di Londra del 2012 fosse in grado di portare il Paese al quarto posto assoluto del medagliere di quell'edizione.
Nel suo incarico collaborò con un'altra figura storica dello sport britannico, Lord Sebastian Coe, presidente del Comitato organizzatore dei Giochi.
Dopo sei anni in carica, e avere seguito le squadre nazionali britanniche in due edizioni estive e una invernale dei Giochi olimpici, nell'ottobre 2012 si è dimesso dall'incarico, pur mantenendo il suo seggio di rappresentante nel Comitato Olimpico Internazionale.
Clive Woodward è anche presidente onorario dell'organizzazione di beneficenza Wooden Spoon Society, un'associazione di ex-rugbisti che raccoglie fondi tramite esibizioni.